# Agrieș
Agrieș – wieś w Rumunii, w okręgu Bistrița-Năsăud, w gminie Târlișua. W 2011 roku liczyła 748 mieszkańców.
Jest położona 38 kilometrów od miasta Beclean.